# Cobourg (półwysep)
Cobourg (ang. Cobourg Peninsula) – półwysep położony na północno-zachodnim krańcu Ziemi Arnhema, na obszarze Terytorium Północnego w Australii.

## Położenie
Półwysep Cobourg składa się z wąskiego przesmyku lądu rozciągającego się na długości około 100 km do przylądka Cape Don nad cieśniną Dundas Strait, która oddziela go od Wyspy Melville’a na Morzu Timor. Półwysep otacza Zatokę Van Diemena od północy i wschodu. Teren półwyspu to głównie niskie, pofałdowane wyżyny, a jego północne wybrzeże jest silnie poszarpane przez liczne zatoki - największą z nich jest Port Essington (o wymiarach 31 km na 11 km), w pobliżu której istniało wczesne osadnictwo.

## Historia
Półwysep Cobourg został odkryty w 1818 roku przez kapitana Phillipa Parkera Kinga z Royal Navy i nazwany przez niego 1 maja tego roku na cześć księcia Leopolda I Koburga, wuja królowej Wiktorii. Obecnie na obszarze półwyspu znajduje się Park Narodowy Garig Gunak Barlu, zarządzany wspólnie przez tradycyjnych rdzennych właścicieli ziemskich oraz rząd Terytorium Północnego.

## Fauna i flora
Na półwyspie występuje bogata fauna i flora, obejmująca ponad 800 gatunków roślin, 35 ssaków, 71 gadów, 19 żab, 236 ptaków, ponad 600 gatunków ryb, 64 korale i 406 gatunków morskich bezkręgowców z raf koralowych lub strefy międzypływowej.
Główne zbiorowiska roślinne na półwyspie to lasy eukaliptusowe z trawiastym podszytem. Na półwyspie występuje także niezwykle rozległy obszar porośnięty wysokimi palmami.
Z mokradeł na półwyspie korzysta duża liczba zwierząt, w tym wiele gatunków ptaków, żab, żółwi morskich, ssaków i gadów, w tym krokodyl różańcowy. W wodach morskich otaczających półwysep żyje diugoń.